# 新竹縣體育館
新竹縣體育館，又稱竹北巨蛋、竹北體育館，也曾在2008年因球館認養營運單位，將體育館冠名權賣給奧迪汽車，而短暫稱為Audi Center奧迪巨蛋  ，也成為台灣第一個企業冠名體育場館，位於台灣新竹縣竹北市，2005年完成建造，面積一萬二千平方公尺，可容納8,000人，為配合2017年夏季世界大學運動會賽事需求，館內設置多功能球場、桌球室、柔道技擊室等等。

## 設施

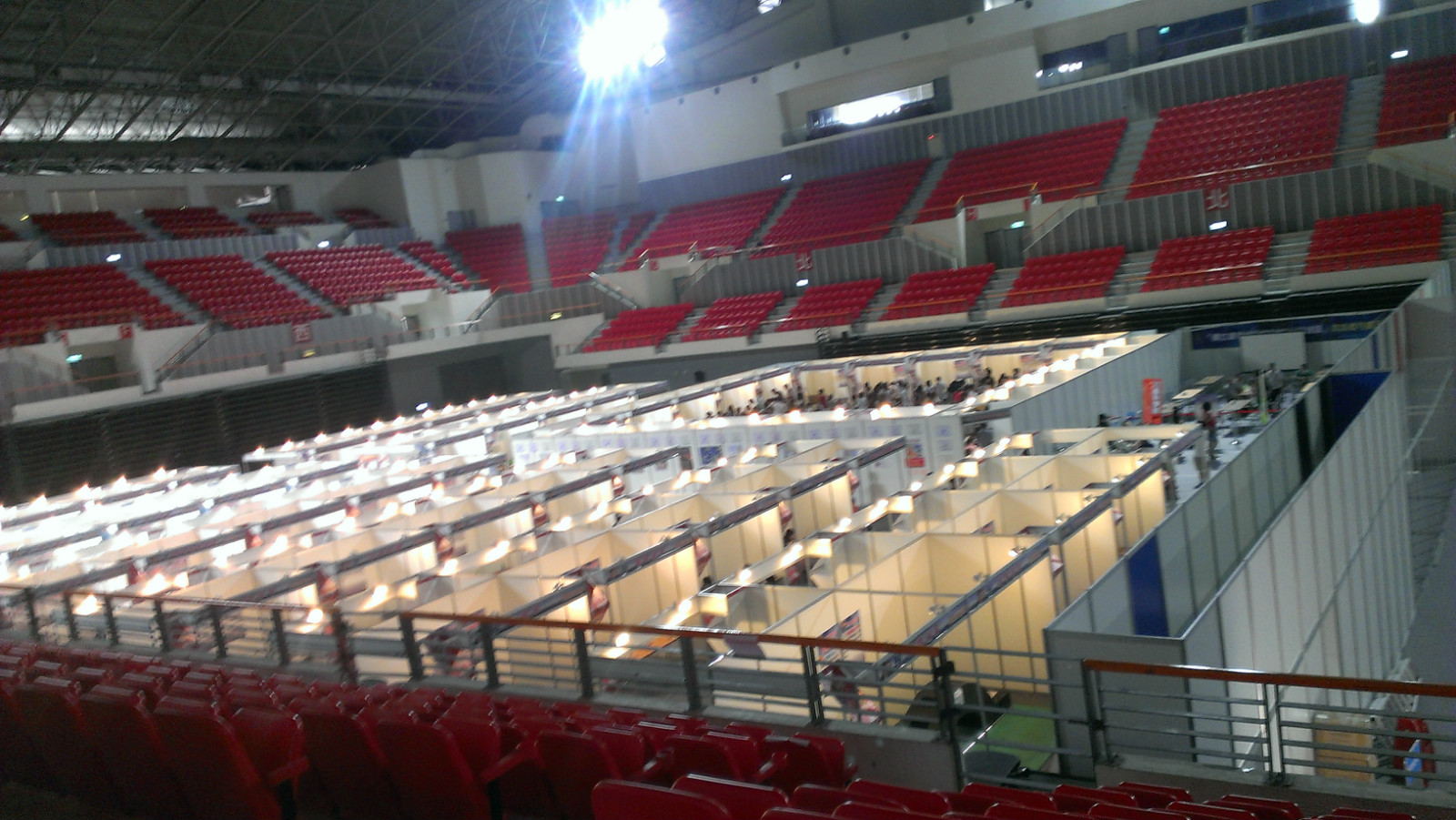
新竹縣立體育館舉辦第53屆全國科展中央場地

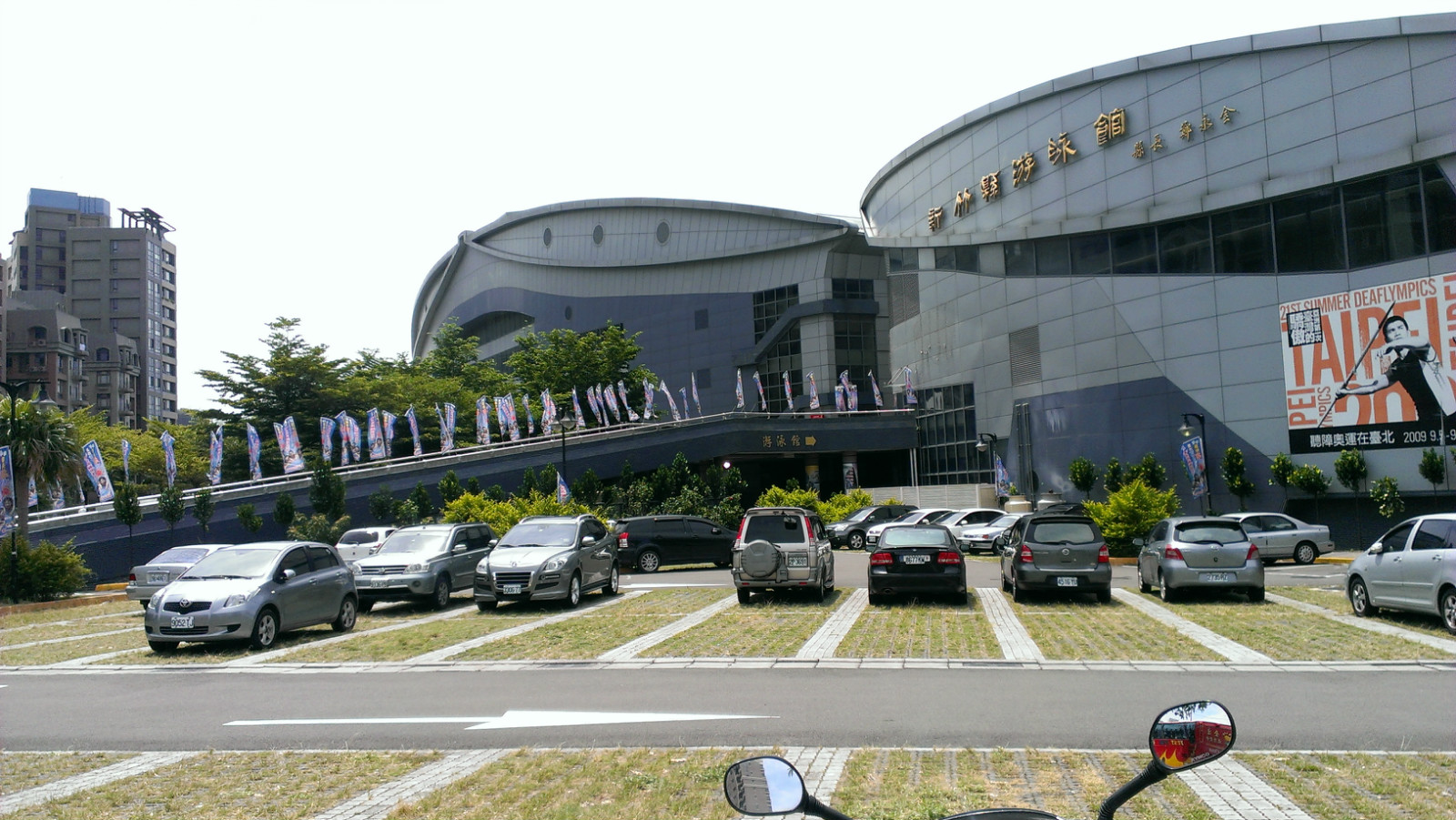
新竹縣立體育館旁游泳館

- 中央綜合球場採地墊式球場可靈活運用場地，設置籃球場、羽球場10面、網球場2面、排球場2面及手球場等
- 一樓：為拳擊室、桌球室、交誼廳、會議室、裁判室、球員休息室、檢錄室、器材室等
- 二樓：服務台販賣部、記者招待室、展示區、簡易餐飲區
- 三樓：設置包廂區、轉播室等

## 用途
場館屬多功能使用:
- 辦桌形式：可容納200～250桌(非特殊舞台)
- 晚會形式：四面台可提供8000席座位； 三面台可提供6000席座位
- 運動會形式：可提供6000〜8000席座位
- 展覽形式：可設置150～200格標準展場攤位(3m*3m)
- 休息室：大小休息室共8間（5間附有專屬衛浴）

## 舉辦賽事
- 超級籃球聯賽全明星賽（2009）
- NBA傳奇明星賽（2008）
- 教育部羽桌球賽
- 全國科展（2013）

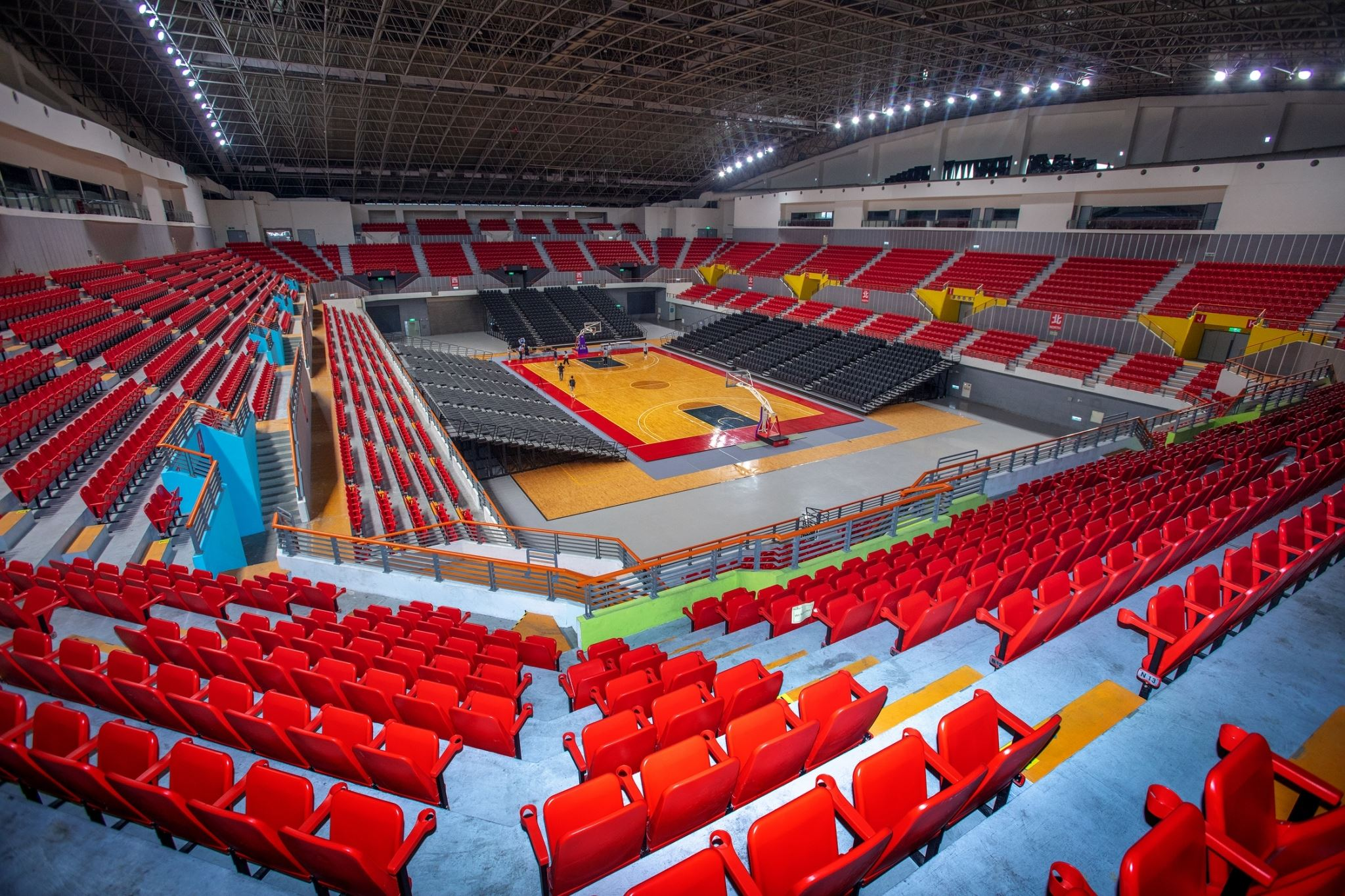
新竹縣立體育館的籃球場

- 2017年夏季世界大學運動會：足球、水球、武術與柔道項目。
- 企業排球聯賽
- P. LEAGUE+新竹御頂攻城獅主場館
- 台灣職業籃球大聯盟新竹御嵿攻城獅主場館
- 台灣職業籃球大聯盟臺北台新戰神2025年季後挑戰賽主場館

## 周邊
- 國道一號竹北交流道
- 新竹縣立體育場
- 新竹縣游泳館
- 竹北國民運動中心
- 遠東百貨竹北店
- 新竹豐邑喜來登大飯店

## 相關連結
- 新竹縣政府 （页面存档备份，存于）
- 新竹縣體育場 （页面存档备份，存于）